# Зубе, Джон
Джон Зубе (родился в июне 1933 года) — немецко-австралийский либертарианский активист и основатель проекта Libertarian Microfiche Publishing.
Зубе родился в Берлине, Германия. Зубе познакомил с либертарианством его отец Курт Зубе, выдающийся анархист-индивидуалист, преследуемый нацистами. В течение 1950-х годов Зубе был радикализован своим взаимодействием с Ульрихом фон Бекератом, что привело его к началу сборки архива в 1952 году.
Зубе, который идентифицирует себя как анархист-индивидуалист, либертарианец свободного рынка, волюнтарист и мютюэлист, хорошо известен своей пропагандой панархизма, политической философии, основанной Полем Эмилем де Пюидом, в которой подчеркивается право каждого человека свободно присоединяться и покидать юрисдикцию любого правительства по своему выбору, не будучи вынужденным покидать свое нынешнее место жительства.

## Libertarian Microfiche Publishing
Зубе основал Libertarian Microfiche Publishing (LMP) в 1978 году с целью сбора и дешёвого воспроизведения либертарианских материалов. По состоянию на 2005 год в рамках проекта было отсканировано более 500 000 страниц на микрофиши, поэтому слайды стали доступны по цене 1 доллар за штуку. Зубе утверждает, что опубликовал и распространил больше либертарианской литературы, чем любой другой человек в мире в течение XX века.
В 2007 году Шон П. Уилбур использовал микрофишу, полученную от Зубе, для выпуска первого полнотекстового цифрового архива Liberty, известного индивидуалистического периодического издания, издаваемого Бенджамином Р. Такером между 1881 и 1908 годами.
В 2016 году Кевин И. Слотер запустил UnionOfEgoists.com веб-сайт и отсканировал сотни страниц микрофиш и разместил контент в Интернете, включая журналы Сидни Паркера (анархиста) и других, связанных с эгоистическим анархизмом и индивидуалистическим анархизмом. В августе того же года он снова разместил индекс либертарианских микрофиш на сайте LibertarianMicrofiche.com.